# زمین‌لرزه ۲۰۱۰ جزایر بونین
زمین‌لرزه جزایر بونین  در تاریخ ۲۱ دسامبر ۲۰۱۰ میلادی، برابر با ‎۳۰ آذر ۱۳۸۹، ساعت ۱۷:۱۹:۴۰٫۷ به زمان یوتی‌سی در ژاپن ، منطقه جزایر اوگاساوارا رخ داد.ژرفای این زلزله ۱۴٫۰ کیلومتر بود. بزرگی آن ۷٫۴ در مقیاس Mw بدست آمده‌است.
پروژهٔ جهانی تنسور گشتاور مرکزوار پارامتر زمان مرکزوار زمین‌لرزه را با اختلاف ۱۲٫۹ ثانیه نسبت به زمان رخداد اشاره شده در بالا و مختصات مرکزوار را در ۲۷°۰۶′شمالی ۱۴۳°۴۶′شرقی / ۲۷٫۱۰°شمالی ۱۴۳٫۷۶°شرقی محاسبه کرد و همچنین، ژرفا در ۱۵٫۶ کیلومتر بدست آمده‌است. در این محاسبات زاویه‌های (راستا، شیب، ریک) گسل سازندهٔ زمین‌لرزه و صفحه عمود بر آن برابر با (°۱۱۰، °۴۰، °-۱۳۷) یا (°۳۴۵، °۶۴، ° -۵۸) حاصل شده‌است.